# Bönninghardt
Die Bönninghardt ist ein Abschnitt des als Endmoräne der Saale-Kaltzeit vor rund 250.000 Jahren entstandenen Niederrheinischen Höhenzuges. Sie erhebt sich bis zu 46 Meter über Normalnull und liegt zwischen den niederrheinischen Gemeinden Issum, Sonsbeck und Alpen. Die Bönninghardt erstreckt sich vom Tüschenwald bei Sonsbeck bis zum Staatsforst Leucht in Kamp-Lintfort. In der Gemeinde Alpen liegt der gleichnamige Ort Bönninghardt.

## Geschichte

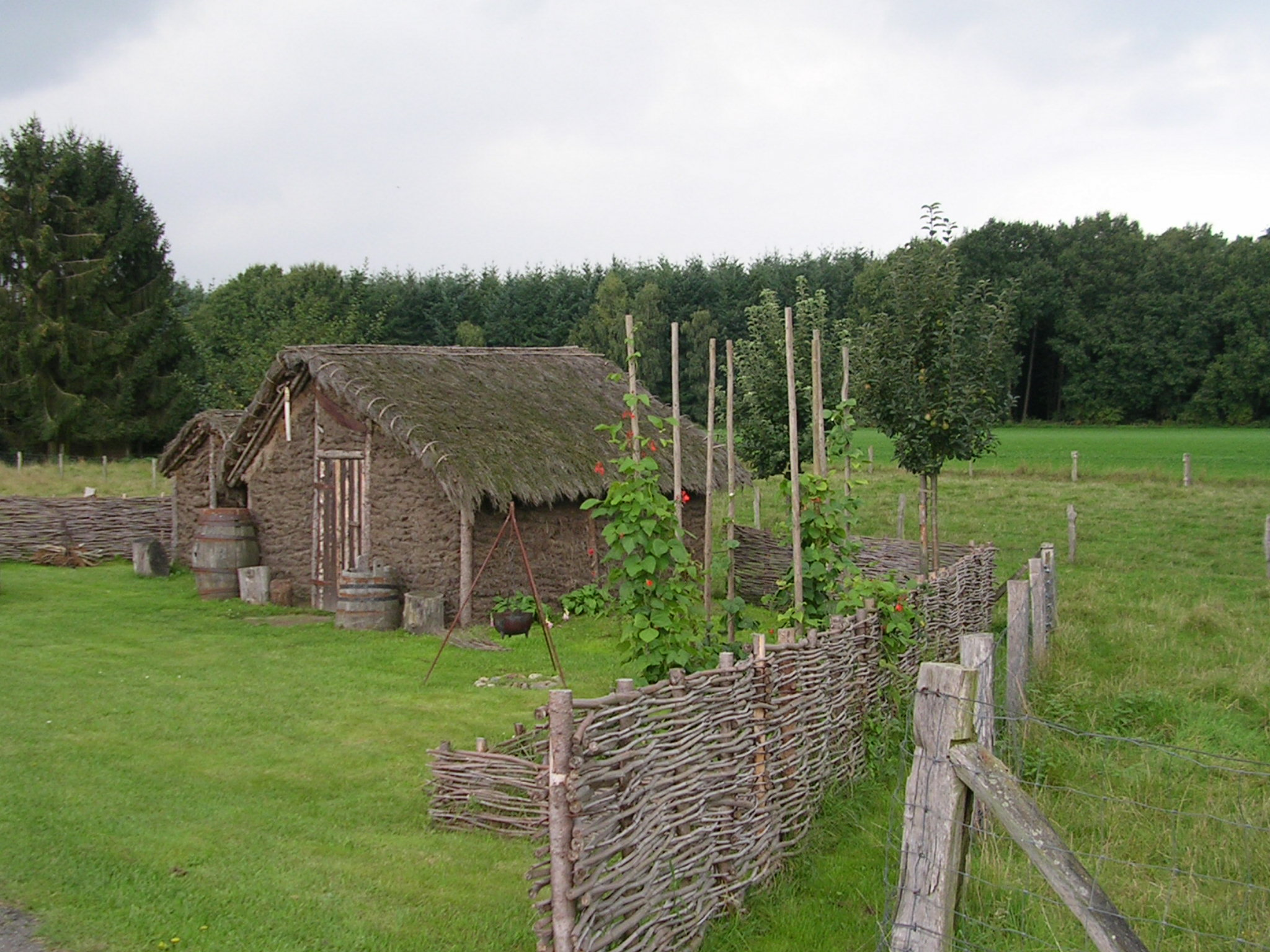
Rekonstruktion einer Plaggenhütte

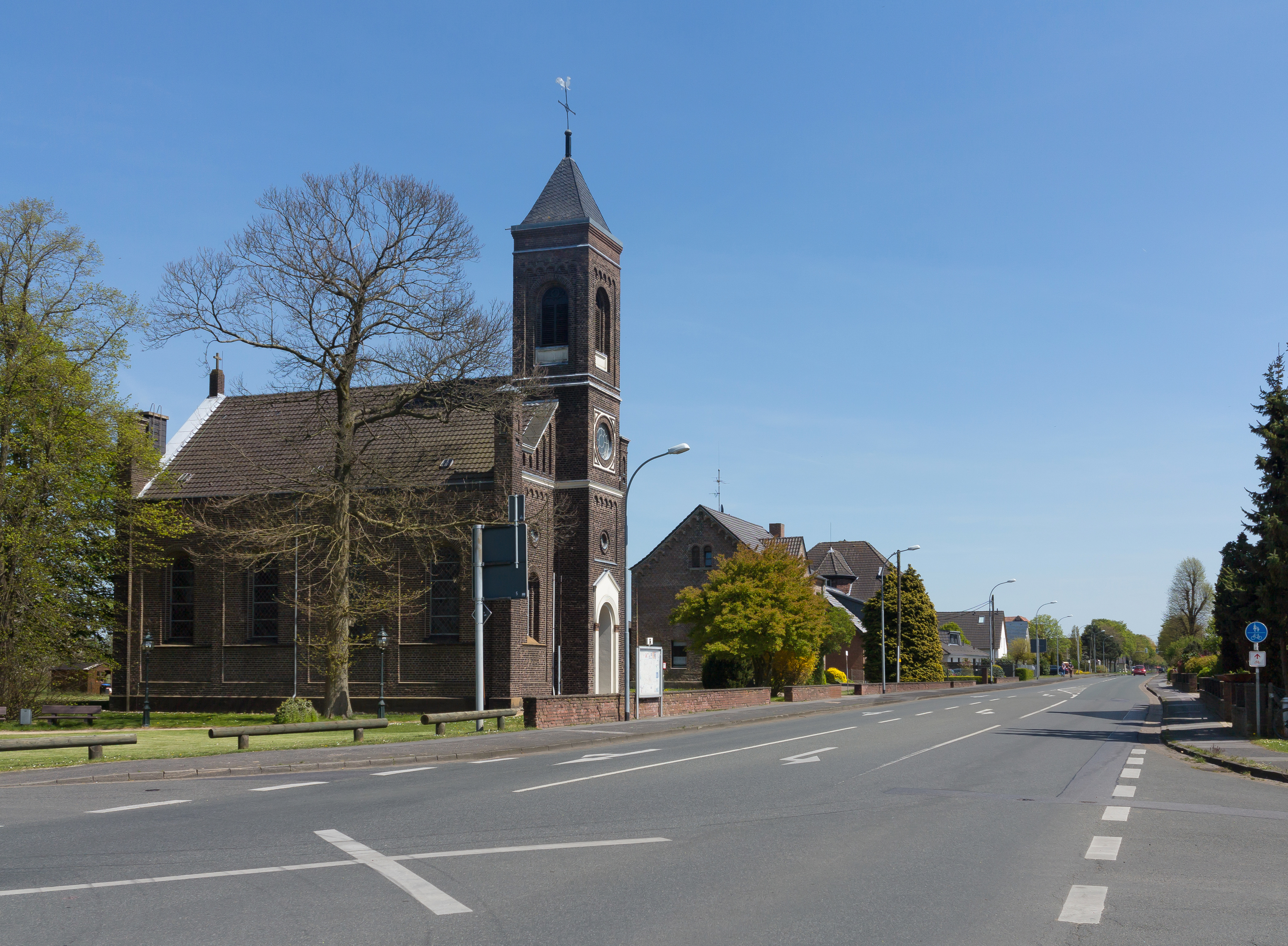
Evangelische Pfarrkirche

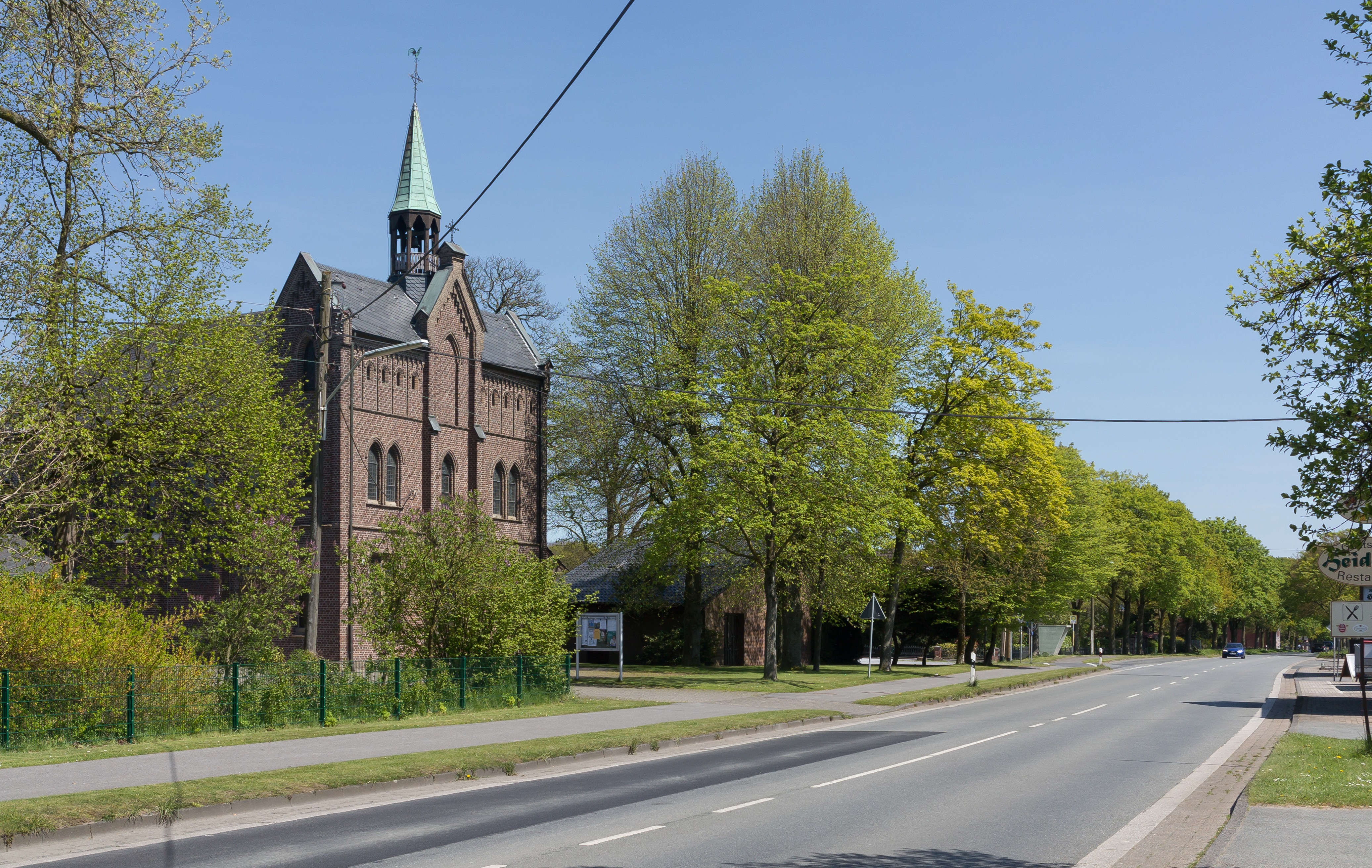
Katholische Pfarrkirche St. Vincenz

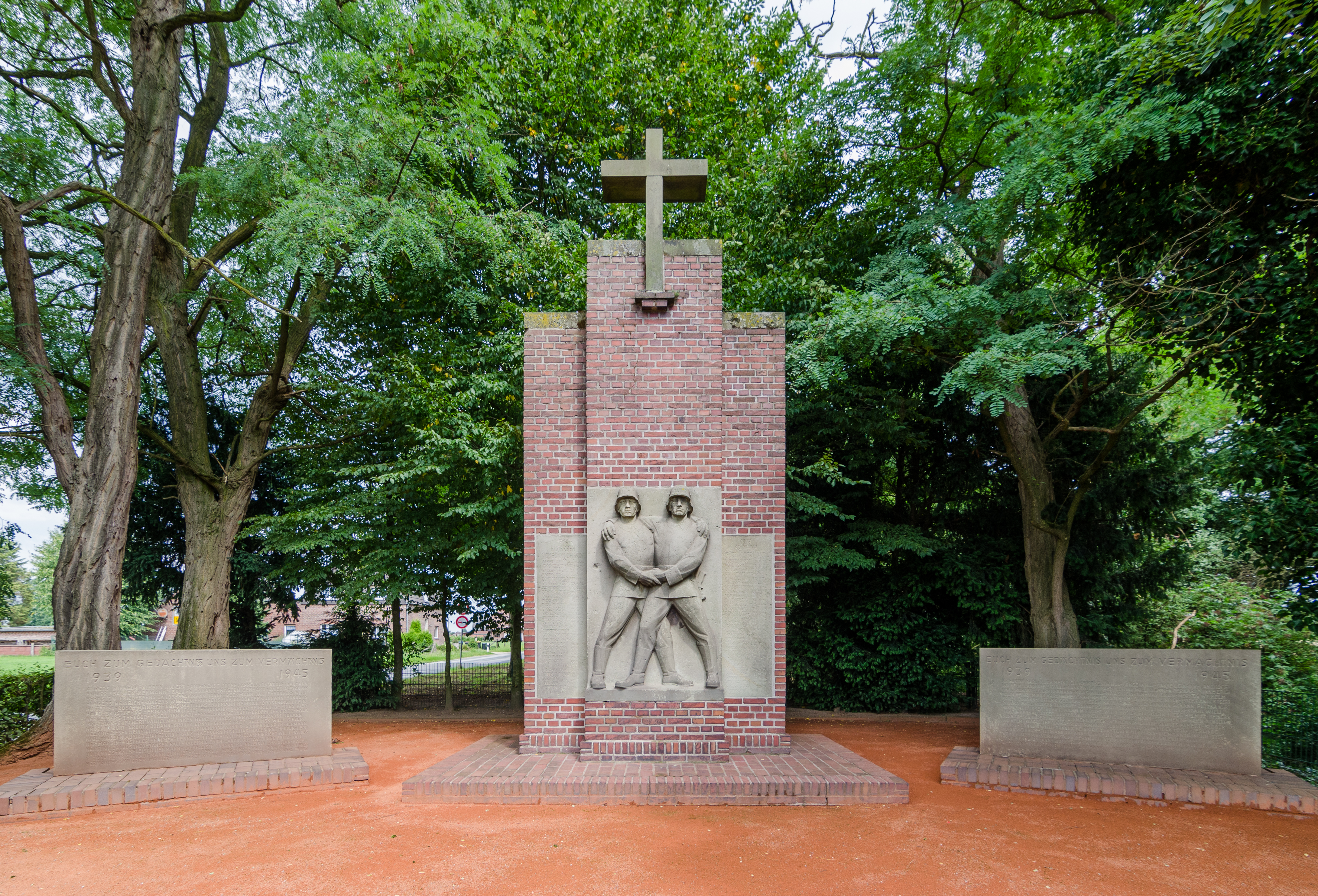
Das Kriegerdenkmal befindet sich in einem kleinen Park neben der evangelischen Kirche

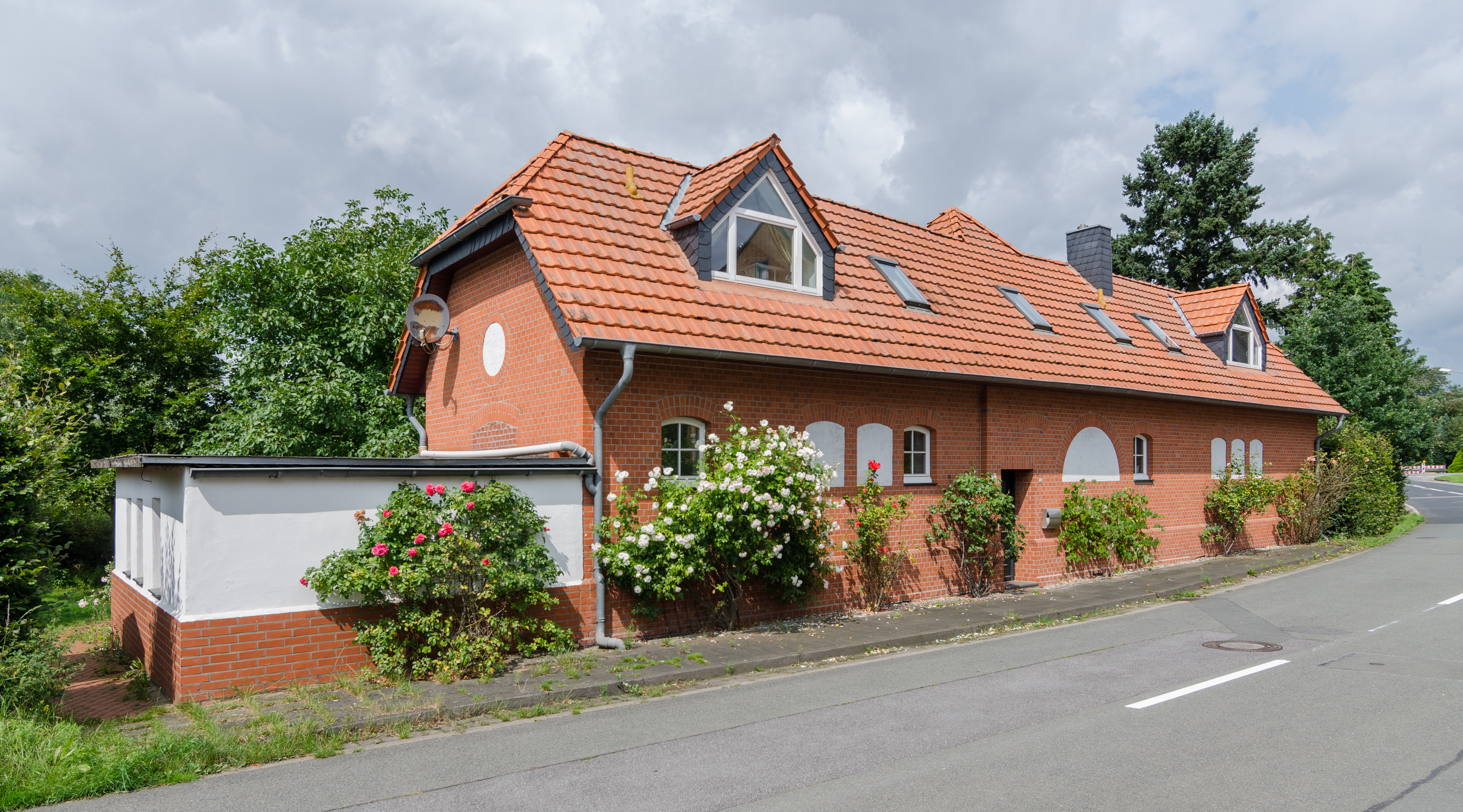
Ehemaliger Bahnhof, Issumer Weg 2

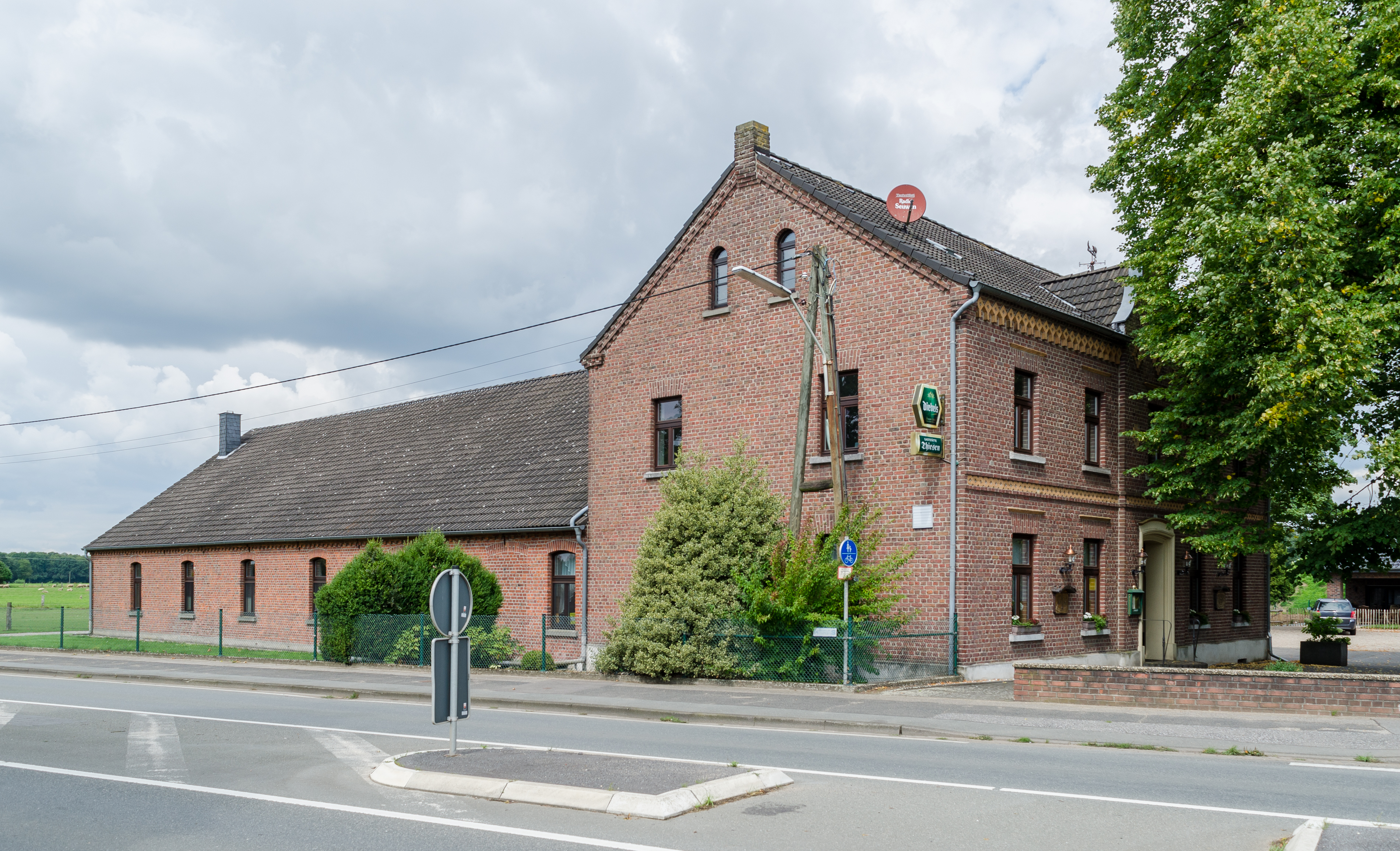
Die Gaststätte Thiesen befindet sich in der Ortsmitte und ist ein Baudenkmal

Auf der Bönninghardt entwickelte sich nach der letzten Eiszeit zunächst ein Wald. Ein im Jahr 2007 gefundenes Steinbeil zeugt von der Anwesenheit von Menschen im Neolithikum. In der Bronzezeit um 800 v. Chr. legten am Wasserloch „Wascholl“ am heutigen Hof Saueressig siedelnde Menschen am südwestlichen Rand der Leucht ein großes Hügelgräberfeld an, das fast völlig von der Landwirtschaft zerstört wurde. Einige erhaltene Grabhügel befinden sich in der Nähe des Bierwegs und gegenüber dem Galgenhügel der Rheinberger Gerichtsbarkeit an der Ecke Waldweg/Bongersweg. Spätestens in römischer Zeit wurde der Wald geschlagen. Die Römer errichteten am Höhenweg zwischen Mühlenweg und der Straße Unterheide ein militärisches Ausbildungslager.
Vor der verstärkten Besiedlung des Höhenzugs zu Beginn des 20. Jahrhunderts entwickelte sich eine Heidefläche, auf der überwiegend Besenbinder in Plaggenhütten lebten. Sie waren als Kolonisten vor allem aus der Pfalz auf die im niederfränkischen Dialekt schlicht als „Hei“ bezeichnete Bönninghardt gekommen, wo sie in der trockenen, wenig fruchtbaren Landschaft bald verarmten. Erst mit verbesserten Agrartechniken wurden die Voraussetzungen für eine landwirtschaftliche Nutzung des Höhenzugs entwickelt, was durch ertragreiche Ernten die Besiedlung und Urbanisierung des Gebiets ermöglichte.
Erstmals urkundlich erwähnt wurde der bereits in prähistorischer Zeit besiedelte Ort 1184 mit der Erlaubnis des Kölner Erzbischofs an die Bewohner der Hofstätten im nahe gelegenen Borth, im erzbischöflichen Wald Berenkart Bau- und Brandholz zu schlagen. Auf einer topografischen Karte aus dem Jahr 1560 wurde der Höhenzug schließlich als Buninckhartse Heyde bezeichnet. 1643 diente die Benninckharter Heide „etlichen hundert stuck rintviehe undt Schaffen“ als Weide. Territorialgeschichtlich gehörte der nördliche Teil der Bönninghardt zum Herzogtum Kleve, der südliche hingegen, insbesondere die im Amt Rheinberg gelegenen Gebiete, zu Kurköln.

### Besiedlung im 18. und 19. Jahrhundert
Ab 1770 wurden in dem Gebiet staatlicherseits Menschen aus der Kurpfalz sowie aus Pfalzdorf angesiedelt, die dort kein Auskommen mehr fanden. Im Zuge der Friderizianischen Kolonisation gelangten so pfälzische Familiennamen wie Barth, Imig, Kalbfleisch, Minor und Scharff auf die Bönninghardter Heide. Aber auch Kolonisten u. a. aus Alpen, Dinslaken, Issum, Rheinberg, Sonsbeck, Uedem, Wesel, Winnekendonk und Xanten kamen auf die unfruchtbare Bönninghardt. Armut und Verwahrlosung waren bald die Regel; die ersten Neusiedler wohnten in Erdlöchern. Man fand hauptsächlich Beschäftigung als Besenbinder und als Tagelöhner bei den Bauern. Teilweise wurden die Besen von der Bönninghardt „auf Schiebkarren bis nach Crefeld und selbst nach Düsseldorf“ transportiert.

#### Aufteilung der Bönninghardt 1808/10
In den Jahren 1808/10, während der Zeit der französischen Verwaltung, wurde das nach dem Ergebnis einer Vermessung 3.235,51 ha umfassende Gebiet der Kolonie Bönninghardt nach längeren Verhandlungen vertraglich auf die anliegenden Bürgermeistereien Alpen, Issum, Kamp, Kapellen, Sonsbeck, Veen und Vierquartieren aufgeteilt. Auf Issum entfielen 818,13 ha, auf Veen 640,50 ha, auf Alpen 549,54 ha, auf Sonsbeck 421,04 ha, auf Kapellen bzw. Hamb 412,60 ha, auf Vierquartieren bzw. Saalhoff 338,02 ha und auf Kamp bzw. Altfeld 55,68 ha. Hinter dieser proportionalen Aufteilung stand die Absicht, eine Grundversorgung der meist protestantischen Siedler zu gewährleisten, was jedoch im Ergebnis nicht gelang.

#### Infrastrukturmaßnahmen ab 1845
Ab 1845 begann Preußen, auf der Bönninghardt eine minimale Infrastruktur auf- und auszubauen. So entstanden die Regierungsbrunnen bei den Gehöften der Kolonisten, 1852/64 die konfessionellen Schulgebäude und schließlich 1885 der Bahnhof an der 1874 in Betrieb genommenen Strecke Haltern-Venlo der Köln-Mindener Eisenbahn-Gesellschaft. Vorausgegangen war diesen Maßnahmen regierungsseitig die auf den Düsseldorfer Regierungspräsidenten Adolph von Spiegel-Borlinghausen zurückgehende Erkenntnis, dass „zur Aufhülfe des Wirthschaftszustandes der gegenwärtig in Armuth, Verschuldung und Hülflosigkeit versinkenden Colonisten eine mäßige Beihülfe aus dem Fonds für landwirthschaftliche Zwecke hier gerechtfertigt und wohlangebracht wäre“.
Die letzte von vielen Plaggenhütten, ein mit Grassoden ausgefachtes Kleingebäude, wurde jedoch noch bis 1896 bewohnt. Ein überliefertes Bild aus dem Jahre 1890 dokumentiert die fortbestehende Armut der Behausung und ihrer Bewohner; heute ist eine Rekonstruktion davon zu besichtigen. Mit seiner erstmals 1929 erschienenen Erzählung Die Vogelfreien der Bönninghardt setzte der Duisburger Journalist Hermann Jung dem jugendlichen Räuber Wilhelm Brinkhoff, geboren 1839 in Alpen, ein verklärendes literarisches Denkmal, das bis heute fortwirkt.

### Militärflugplatz Bönninghardt
Am 8. August 1827 veräußerten die Gemeinden Alpen und Huck (heute eine Gemarkung innerhalb der Gemeinde Alpen) ein als „Alpische Kuhweide“ bezeichnetes, 131 Morgen und 88 Ruten umfassendes Stück Weideland auf der Bönninghardt für 1.050 Taler, das sodann vom preußischen 17. Kavallerie-Landwehr-Regiment als Exerzier- und Pferdesportplatz genutzt wurde. Nach dem Ende des Ersten Weltkrieges erfolgte zunächst eine vorübergehende Nutzung des Areals durch die belgische Besatzung. Der 1936/37 angelegte Segelflugplatz wurde am 1. Juni 1939 dem nationalsozialistischen Fliegerkorps Gruppe Niederrhein übergeben. Bereits am 19. Mai 1939 war die II. Gruppe des Jagdgeschwaders 26 mit 48 Maschinen und dem Auftrag der Sicherung der niederländischen und belgischen Grenze am Flugplatz Bönninghardt eingetroffen. Sie wurde jedoch bereits im November ohne einen einzigen Einsatz ins Ruhrgebiet verlegt und durch die Jagdgruppe 126 ersetzt. Erst nach der Verlegung der 1. Staffel des Jagdgeschwaders 20 zur Bönninghardt konnte am 22. März 1940 der erste Luftsieg verbucht werden, als Leutnant Harald Jung nordwestlich von Kleve eine Spitfire abschoss. In der Folgezeit nahmen auf der Bönninghardt stationierte Flieger am Fall Gelb und Fall Rot teil.
1941 erfolgte die Widmung zum Einsatzhafen I. Ordnung; dem Militärflugplatz Bönninghardt wurde der Deckname Brausebad zugeteilt. Das Aufgabengebiet der dort stationierten Flieger verlagerte sich jedoch mehr und mehr auf den Schutz des deutschen Luftraums, insbesondere nach der verlorenen Luftschlacht um England, obgleich der Flugplatz wegen des nahe gelegenen Fliegerhorsts Venlo-Herongen an Bedeutung verlor. Spätestens ab 1944 wurde der Flugplatz auf der Bönninghardt zum Ziel alliierter Luftangriffe. Drei bis fünf Flakstellungen wurden um den Flugplatz bezogen. Am 8. November 1944 wurde eine amerikanische Mustang mit grün-gelb karierter Bemalung (Jagdflugzeug P 51D-5-NA) abgeschossen. Der Pilot war Captain Gregg. Sein Begleitflieger beobachtete, wie Gregg sich mit dem Fallschirm rettete, ehe die Maschine im Wald explodierte. Captain Gregg wurde gefangen genommen und verbrachte die nächsten Monate im Gewahrsam der Flugplatzkommandantur. Am 25./26. November 1944 wurde eine britische Mosquito, (FB VI; PZ 333) südwestlich des Haagschen Berges abgeschossen. Beide Besatzungsmitglieder kamen ums Leben. Im März 1945 führte das Heranrücken alliierten Truppen zur endgültigen Aufgabe des Flugplatzes.

### Bevölkerungsentwicklung
- 1787: 155[6]
- 1862: 493[7]
- 1910: 557[8]
- 1931: 635[9]
- 2011: 1.652 (Stand: 31. Dezember 2011)[10]
- 2016: 1.719
- 2023: 1.679

## Bildung und Sport
In Bönninghardt besteht seit 1983 eine Förderschule in Trägerschaft des Kreises Wesel und mit dem BSV 1951 Rot-Weiß Bönninghardt ein Fußballverein. Darüber hinaus sind u. a. der Bürgerschützenverein Bönninghardt von 1925 und der Tambourcorps 1949 Bönninghardt im Ort aktiv.

## Belletristik
Die Bönninghardt ist zentraler Handlungsort in Anne Gesthuysens Roman Mädelsabend (2018).